# Ramona (Oklahoma)
Ramona – miasto w Stanach Zjednoczonych, w stanie Oklahoma, w hrabstwie Washington.